# François-Joseph Gamon
François-Joseph Gamon, né à Antraigues-sur-Volane le 6 avril 1767 et mort dans la même ville le 1er novembre 1832, est un homme politique français.

## Biographie

### Jeunesse et formation
Issu d'une famille protestante originaire de Savoie, François-Joseph Gamon est le fils de Joseph Gamon et d'Anne Bosc. Il fait ses études de droit à Toulouse, puis devient avocat dans cette même ville. Il y acquiert une certaine notoriété grâce à de flamboyants plaidoyers.

### Mandat à la Législative
La France devient une monarchie constitutionnelle en application de la constitution du 3 septembre 1791.  
Le même mois, François-Joseph Gamon est élu député suppléant du département de l'Ardèche, le premier sur trois, à l'Assemblée nationale législative. Il est admis à siéger le 3 janvier 1792 en remplacement de M. Valadier qui ne s'est pas présenté.   
Il siège sur les bancs de la gauche de l'Assemblée. En avril 1792, il vote pour que les soldats du régiment de Châteauvieux, qui s'étaient mutinés lors de l'affaire de Nancy, soient admis aux honneurs de la séance. En août, il vote en faveur de la mise en accusation du marquis de La Fayette.  
La monarchie prend fin à l'issue de la journée du 10 août 1792 : les bataillons de fédérés bretons et marseillais et les insurgés des faubourgs de Paris prennent le palais des Tuileries. Louis XVI est suspendu et incarcéré, avec sa famille, à la tour du Temple.  

### Mandat à la Convention
En septembre 1792, François-Joseph Gamon est réélu député de l'Ardèche, le troisième sur sept, à la Convention nationale.  
Il siège sur les bancs de la Gironde. Lors du procès de Louis XVI, il vote la mort, et se prononce en faveur de l'appel au peuple et du sursis à l'exécution. En avril 1793, il vote en faveur de la mise en accusation de Jean-Paul Marat. Celui-ci le dénonce, un mois plus tard dans son journal, comme « membre de la faction des hommes d’État ». En mai, il vote en faveur du rétablissement de la Commission des Douze. En août, François Chabot (député Montagnard du Loir-et-Cher) accuse Gamon « d'avoir tenté de fédéraliser son département et d'avoir cherché par tous les moyens d'y insuffler la guerre civile ». 
Le 3 octobre 1793, au terme du rapport de Jean-Pierre-André Amar, prononcé au nom du Comité de sûreté générale, François-Joseph Gamon est décrété d'accusation devant le tribunal révolutionnaire, pour avoir signé la protestation contre les journées du 31 mai et du 2 juin, et pour avoir poussé les départements à l'insurrection. Il se soustrait au décret et se cache en Suisse, se rendant hors-la-loi. Lui et les autres députés de la Gironde décrétés hors-de-la-loi sont réintégrés à la Convention le 18 ventôse an III (8 mars 1795).  
En prairial an III (juin 1795), Gamon est élu membre du Comité de Salut public, aux côtés de Claude Blad (député du Finistère), de Pierre-Henri Larivière (député du Calvados) et de Pierre Marec (député du Finistère).  

### Mandat aux Cinq-Cents
Sous le Directoire, Gamon est réélu au Conseil des Cinq-Cents, où il siège jusqu'en l'an VI aux côtés des modérés malgré des accointances avec les royalistes. D'après Georges Lefebvre, Gamon aurait à cette époque touché de l'argent du gouvernement britannique et aurait été en contact avec l'agent royaliste le comte d'Antraigues.

### Fonctions sous Napoléon
Gamon occupe ensuite les fonctions de membre du tribunal de cassation, puis de juge à la cour d'appel de Nîmes après le 18 brumaire.
En 1804, il reçoit la Légion d'honneur et devient président de la cour criminelle de l'Ardèche. Deux ans plus tard, il conduit une délégation de son département pour féliciter Napoléon Ier. Ce dernier le nomme conseiller général de l'Ardèche en 1808, puis président à la Cour de Nîmes en 1813. En 1812, il est élu à l'Académie du Gard.
Renvoyé par la Première Restauration, il retrouve ses fonctions avec les Cent-Jours. Le 11 mai 1815, l'arrondissement de Privas l'élit à la Chambre des représentants par 32 voix sur 44 votants. Au cours de la session de cette Assemblée, il ne prend la parole qu'à une reprise, après la bataille de Waterloo. Il propose de rétablir la Constitution de 1791, sans préciser toutefois qui prendrait alors la Couronne de France. Dans son esprit, il s'agit des Bourbon. Ce discours fait une assez grande impression sur les députés, mais n'aura aucune incidence sur la suite des événements.

### Fin de vie
De nouveau démis de ses fonctions avec le retour sur le trône des Bourbon, qu'il a pourtant servis à de nombreuses reprises depuis la Convention, Gamon se retire d'abord dans sa ville natale avant d'être frappé par la loi de 1816 bannissant les régicides du royaume. Il se réfugie en Suisse, mais parvient à rentrer en France dès 1819 grâce à la protection de son ami Boissy d'Anglas.
Il meurt totalement oublié le 1er novembre 1832, à 65 ans.

## Écrits
- Cléopâtre, tragédie en cinq actes, 1788
- Beaurepaire ou La prise de Verdun par le roi de Prusse, à la fin de 1792, tragédie en trois actes et en vers, 1806